# Klaus Härö
Klaus Härö (Porvoo, 31 marzo 1971) è un regista finlandese, appartenente al gruppo etnico degli svedesi di Finlandia.

## Biografia
Klaus Härö ha studiato regia ad Helsinki all'Università di Arte e Design ed ha frequentato seminari in sceneggiatura. Dopo la laurea, ha diretto cortometraggi e film TV; come esordiente, alla Berlinale del 2000 ha vinto l'Orso di cristallo (Gläserne Bär) con il cortometraggio Nattflykt.
Il suo primo lungometraggio è Elina: As If I Wasn't There, un film per bambini, che narra di una ragazzina di nove anni, nata in una famiglia povera, che piange la morte del padre; il film ha avuto successo di critica: nel 2003 alla Berlinale ha vinto l'Orso di cristallo e nel 2004 ha rappresentato la Finlandia all'Oscar al miglior film in lingua straniera.
Nel 2005 Härö ha diretto Mother of Mine, ambientato nel periodo della Seconda guerra mondiale, selezionato dalla Finlandia come concorrente all'Oscar; l'attrice Maria Lundqvist ha ricevuto il Premio svedese Scarabeo d’oro. Nel 2007 è uscito The New Man, nuovamente con Maria Lundqvist, premiato all'International Film Festival di Shanghai (2007) e con la nomination per lo Scarabeo d’oro (2008).

## Filmografia

### Cortometraggi
- Johannes 10–11 år (1993)
- Jagande efter vind (Tuulen tavoittelua) (1995)
- Maraton (1997)
- Nattflykt (Yölento) (1998)
- Sommartider (Samassa veneessä) (1999)

### Documentari
- Två kärlekar (Kaksi rakkautta) (1998)
- Ofödda poeters sällskap (Syntymättömien runoilijoiden seura) (1998)
- Hem över havet (Meren yli kotiin) (1999)
- Statisten (Statisti) (1999)
- Gator av guld (Kadut kuin kultaa) (2000)
- Kolme toivetta (Tre önskningar) (2001)

### Lungometraggi
- Elina (Elina: As If I Wasn't There) (Näkymätön Elina) (Svezia/Finlandia, 2002)
- The Leading Lady (Huvudrollen/Päärooli) (2005)
- Due madri per Eero (Äideistä parhain/Den bästa av mödrar) (Svezia/Finlandia, 2005)
- The New Man (Uusi ihminen|Den nya människan) (Svezia, 2006)
- Letters to Father Jacob (Postia pappi Jaakobille) (Finlandia, 2009)
- Dagmamman Film TV (Finlandia, 2013)
- Miekkailija (Finlandia, 2014)

## Riconoscimenti
Ale Kino! - International Young Audience Film Festival (Poznań)
- 2003: C.I.F.E.J. Award
- Festival di Berlino
  - 2000: Orso di cristallo
  - 2003: Orso di cristallo

Buster International Children's Film Festival (Copenaghen)
- 2003: Menzione speciale
- Cairo International Film Festival
  - 2005: Piramide d'oro
  - 2009: Migliore sceneggiatura
- Chicago International Children's Film Festival
  - 2003: Premio Giuria degli adulti

Cinekid (Amsterdam)
- 2003: Menzione speciale
- Festival Internacional de Cine de Valencia – Cinema Jove
  - 2003: Luna d'oro
- Guldbagge Award
  - 2004: Ingmar Bergman priset
- Isfahan International Festival of Films for Children and Young Adults
  - 2003: Farfalla d'oro – Miglior film
- Jussi
  - 2010: Miglior film, Migliore regia
- Nordische Filmtage Lübeck
  - 2005: Audience Prize; Baltic Prize
  - 2009: Miglior film
- Internationales Filmfestival Mannheim-Heidelberg
  - 2009: Großer Preis von Mannheim-Heidelberg
- Festival international du film pour enfants de Montréal
  - 2003 – Feature Film
- Palm Springs International Film Festival
  - 2006 – Best Narrative Feature
  - 2010 – Bridging the Borders Award

Festival du cinéma nordique (Rouen) 
- 2010: Audience Award

Santa Barbara International Film Festival
- 2010: The Best International Film Award
- Shanghai International Film Festival
  - 2007: Premio speciale della giuria
- Tallinn Black Nights Film Festival
  - 2009: Miglior regia
- Viareggio Europa Cinema
  - 2006 EuropaCinema Platinum Award
- Giffoni Film Festival
  - 2006: Gran premio della giuria
- Kirkkotaiteen Engel-palkinto
  - 2012 Premio Chiesa luterana finlandese[1]